# John Lewis (polític)
|  | Aquest article tracta sobre el polític estatunidenc. Vegeu-ne altres significats a «John Lewis». |

John Lewis   (Troy, 21 de febrer de 1940 - Atlanta, 17 de juliol de 2020) va ser un polític i activista pro-drets civils estatunidenc, membre de la Cambra de Representants dels Estats Units entre 1987 i 2020. Anteriorment havia estat president del Comitè Coordinador Estudiantil no-Violent i un dels principals líders Big Six que van organitzar la Marxa de Washington pel Treball i la Llibertat el 1963, juntament amb Martin Luther King. Actiu durant anys en el moviment contra la segregació racial als Estats Units, el 1965 va liderar una de les Marxes de Selma a Montgomery, on van ser atacats per la policia. Fins als darrers anys de la seva vida va significar-se en causes com el Black Lives Matter i va participar en les Protestes per la mort de George Floyd.
Com a polític, va ser membre del Partit Demòcrata dels Estats Units i va ser elegit per primer cop el 1986 com a delegat per Georgia a la Cambra de Representants dels Estats Units, on va esdevenir whip del seu partit.
En reconeixement de la seva trajectòria va rebre diferents premis, entre ells la Medalla Presidencial de la Llibertat.